# محرم کوسه
محرم کوسه (ترکی استانبولی: Muharrem Köse) مشاور حقوقی رئیس ستاد ارتش ترکیه و یکی از طراحان اصلی کودتای ۲۰۱۶ ترکیه بود که از پستش برکنار شده است.